# L'Homme qui regardait les fenêtres
Pour plus de détails, voir Fiche technique et Distribution.
L'Homme qui regardait les fenêtres est un film franco-algérien réalisé par Merzak Allouache en 1986.

## Synopsis
Monsieur Rachid, bibliothécaire âgé, ressasse ses souvenirs, sa récente mutation professionnelle, devenu insupportable. Selon lui, le destin s'acharne contre lui; et son chef hiérarchique est à l'origine de ses mésaventures diverses’’.

## Distribution
- Fazia Chemloul : ?
- Allel El Mouhib : ?
- Hadj Smaine : ?